# Macrobrachium esculentum
Macrobrachium esculentum är en kräftdjursart som först beskrevs av Thallwitz 1891.  Macrobrachium esculentum ingår i släktet Macrobrachium och familjen Palaemonidae. Inga underarter finns listade i Catalogue of Life.